# Resolutie 424 Veiligheidsraad Verenigde Naties
Resolutie 424 van de Veiligheidsraad van de Verenigde Naties werd unaniem aangenomen op 17 maart 1978.

## Achtergrond
In 1965 riep een blanke minderheid de onafhankelijkheid van de Britse kolonie Zuid-Rhodesië uit. Dit regime werd door de VN illegaal verklaard en economische sancties opgelegd. Het illegale regime begon buurlanden die de sancties naleefden of de tegenstanders van hun regime steunden aan te vallen terwijl het zich gesteund zag door Zuid-Afrika, waar toen ook een blank minderheidsregime aan de macht was.

## Inhoud
De Veiligheidsraad:
- Neemt nota van de brief van Zambia.
- Heeft de verklaring van de Zambiaanse Minister van Buitenlandse Zaken overwogen.
- Is erg bezorgd om de gewelddaden van het illegale regime tegen de soevereiniteit, luchtruim en territoriale integriteit van Zambia met de invasie van Zambia op 6 maart 1978 als hoogtepunt.
- Herbevestigt het recht van het Zuid-Rhodesische volk op zelfbeschikking en de wettigheid van hun strijd hiervoor.
- Herinnert aan resolutie 423 die onder het illegale regime gesloten overeenkomsten onaanvaardbaar verklaarde.
- Herinnert verder aan de resoluties 326, 403, 406 en 411 die het illegale regime veroordeelden voor diens aanvallen op Zambia, Botswana en Mozambique.
- Weet dat de bevrijding van Zimbabwe en Namibië en de afschaffing van de apartheid in Zuid-Afrika nodig zijn voor de vrede in de regio en de wereld.
- Herbevestigt dat het bestaan van het illegale regime en diens agressie tegen Zambia de wereldvrede bedreigen.
- Weet dat het nodig is stappen te ondernemen tegen de bedreiging van de wereldvrede.

1. Veroordeelt de invasie van Zambia.
2. Eert Zambia voor diens steun aan het Zimbabwaanse volk en hun strijd.
3. Herbevestigt dat de bevrijding van Namibië en Zimbabwe en de afschaffing van de apartheid in Zuid-Afrika nodig zijn voor vrede in de regio.
4. Roept het Verenigd Koninkrijk op het illegale regime snel te beëindigen.
5. Beslist opnieuw bijeen te komen voor maatregelen als de soevereiniteit en territoriale integriteit van Zambia opnieuw geschonden worden.

## Verwante resoluties
- Resolutie 415 Veiligheidsraad Verenigde Naties
- Resolutie 423 Veiligheidsraad Verenigde Naties
- Resolutie 437 Veiligheidsraad Verenigde Naties
- Resolutie 445 Veiligheidsraad Verenigde Naties

Lijst ·  423 ·  424 ·  425 ·  426 ·  427 ·  428 ·  429 ·  430 ·  431 ·  432 ·  433 ·  434 ·  435 ·  436 ·  437 ·  438 ·  439 ·  440 ·  441 ·  442 ·  443